# Seznam azerbajdžanskih politikov
Seznam azerbajdžanskih politikov.

## A
- Halil Agamir oglu Agamirov
- Veli Jusif oglu Ahundov
- Hejdar Alijev
- Ilham Alijev
- Akper Fattah oglu Alijev
- Mehriban Alijeva
- Sakina Abbas kizi Alijeva
- Agha Aminov
- Abdulali bey Amirjanov
- Ali Idayat oglu Asadov
- Mirza Asadullayev
- Agha Ashurov
- Ismail Nasrulla oglu Askerov
- Meshadi Aziz-bej oglu Azizbekov

## B
- Baba Babajev
- Muhtar Babajev
- Kjamran Mamed Bagirov
- Mir Džafar Abas oglu Bagirov
- Nikolaj Bajbakov
- Mustafa Baktašev

## D
- Vladimir Jelizbarovič Dumbadze
- Afetdin Džalil oglu Džalilov

## E
- Sultan Medžid oglu Efendijev
- Abulfaz Elčibej

## G
- Nikolaj Fjodorovič Gikalo
- Vilajat Gulijev
- Rauf Gurbanov

## H
- Muhtar Hadži oglu Hadžijev
- Alasgar Halilov
- Kur*ban ali oglu Halilov
- Khalil bey Khasmammadov
- Natiq Hasanov
- Nazar Hejdar oglu Hejdarov
- Hasan Hasanov
- Fatali Kan Isgender oglu Hojski
- Aslan Aga Huseyn oglu Husejnov
- Mirza Davud Bagir oglu Husejnov

## I
- Hadži Aga Halil oglu Ibrahimov
- Mirza Aždar oglu Ibrahimov
- Mamed Abdul oglu Iskenderov
- Kjazim Hejdar oglu Ismailov

## J
- Mir Tejmur Mir Alekper oglu Jakubov
- Behbud Khan Javanshir
- Nasib bey Yusifbeyli
- Jusif Niftali oglu Jusifov

## K
- Elmira Mikail kyzy Kafarova
- Grigorij Naumovič Kaminski
- Mir Bašir Fatah oglu Kasumov
- Sergej Mironovič Kirov
- Fatali Kan Kojski
- Tejmur Imam Kuli oglu Kulijev

## M
- Eldar Mahmudov
- Ali Kara Jahja oglu Mamedov
- Džabrail Ibrahim oglu Mamedov
- Hurshud Bajram Kulu oglu Mamedov
- Husein Kur*ban oglu Mamedov
- Samedbej Mehmandarov
- Mehti Adi Gjozal oglu Mehtijev
- Levon Isajevič Mirzojan
- Gazanfar Mahmud oglu Musabekov
- Imam Dašdemir oglu Mustafajev
- Nuraddin Mustafajev
- Ajaz Nijazi oglu Mutalibov

## N
- Husejn Gumbat oglu Nadžafov
- Jafargulu Kan Nahčivanski (Cafer Kuli Han)
- Viktor Ivanovič Nanejšvili
- Nariman Narimanov
- Telman Nurullajev

## O
- Sabit Orujov

## P
- Ja'far Pishevari
- Vladimir Polonski (Reven Gerševič)

## R
- Aga Verdi Hadzhi Jarali oglu Ragimov
- Kamran Nabi oglu Rahimov
- Hasan Ali Paša oglu Rahmonov
- Artur Rasizade
- Mamed Amin Rasulzade
- Ruben Gukasovič Rubenov (Mkrtjan)

## S
- Aslan bey Safikurdski
- Akbar agha Sheykhulislamov
- Sultan Tejmur oglu Sultanov
- Hosrov bej Sultanov
- Avetis Sultan-Zade

## Š
- Alesker Abbas oglu Šahbazov
- Bejbut Aga Šahtahtinski
- Stepan Šaumjan (26 Bakujskih komisarjev..)
- Ali-Aga Šiklinski

## T
- Ibragim Tagi oglu Tagijev
- Jusif Paša oglu Tairov
- Vasif Jusuf oglu Talibov
- Haydar Khan Amu ogly Tariverdiev
- Sulejman Bajram oglu Tatlijev
- Alimardan Topčubašev

## U
- Ramil Usubov

## V
- Bagatur Kasum oglu Velibekov
- Abdul Rahman Halil oglu Vezirov